# Sinai do Sul
Sinai do Sul (em árabe: محافظة جنوب سيناء‎; romaniz.: Muhāfazat Djanūb Sīnāʾ) é uma província (moafaza) do Egito com a sede em Tor. Possui 1 942 quilômetros quadrados e segundo censo de 2021, havia 112 672 habitantes. Dentre os principais pontos presentes nesta província, destaca-se o Mosteiro Ortodoxo de Santa Catarina. O mesmo pertence a Igreja Ortodoxa Oriental, sendo mundialmente reconhecido pela UNESCO.

## História
Para Sinai do Sul, a cidade de Xarmal Xeique tornou-se uma importante estância turística, porém a indústria foi severamente afetada pelo terrorismo. Em 2005, o resort foi palco de ataques efetuados por uma organização islâmica extremista. Como resultado desta ação, oitenta e oito pessoas foram mortas, a maioria delas egípcias, e mais de duzentos habitantes ficaram feridos neste ataque, que tornou-se a ação terrorista mais mortal na história do Egito (superando o Massacre de Luxor, ocorrido em 1997). Em fevereiro de 2014, um motorista egípcio e três turistas sul-coreanos foram mortos durante ataque a um ônibus na cidade de Taba.

## Geografia
Esta província, por questões administrativas, encontra-se dividida em nove áreas municipais. São elas: Abu Radis (inclui Abu Zenima), Tor, Daabe, Nueiba, Ras Sidre, Santa Catarina, Xarmal Xeique 1, Xarmal Xeique 2 e Taba.

### Demografia
De acordo com estimativas populacionais, no ano de 2015 a maioria dos moradores desta província vivia em áreas urbanas (a taxa de urbanização era de 51,1%). Com um total estimado de 167 426 pessoas que residiam na província, cerca de 85 502 deste montante viviam em áreas urbanas, contra 81.924 habitantes nas áreas rurais. Os beduínos habitam a área que circunda o Monte Sinai. Devido à pouca acessibilidade, os pomares nas montanhas serviram para esconder contrabandistas de narcóticos na região.
Segundo o Censo Egípcio, o total de habitantes desta província vem decaindo com o passar dos anos.